# Discographie d'Arielle Dombasle
 (décembre 2009).
Si vous disposez d'ouvrages ou d'articles de référence ou si vous connaissez des sites web de qualité traitant du thème abordé ici, merci de compléter l'article en donnant les références utiles à sa vérifiabilité et en les liant à la section « Notes et références ».
Il s'agit de la discographie de la chanteuse de pop lyrique Arielle Dombasle.

## Générique de film
- 1980 : BOF La Femme de l'aviateur d'Éric Rohmer, chanson du générique de fin du film Paris m'a séduit écrite par Éric Rohmer[1]
- 1982 : BOF Le Beau mariage d'Eric Rohmer, 2 titres chantés par Arielle Dombasle
- 2004 : BOF Albert est méchant d'Hervé Palud , 1 titre chanté par Arielle Dombasle
- 2013 : BOF Opium d'elle-même, bande originale du film composée par Philippe Eveno, basée sur les écrits et poèmes de Jean Cocteau et interprétée entre autres par Arielle Dombasle, Philippe Katerine, Julie Depardieu, Marisa Berenson ou encore Grégoire Colin
- 2023 : BOF Les Secrets de la princesse de Cadignan d'elle-même, 3 titres chantés par Arielle Dombasle

## Albums
| Année | Album                   | Classement des ventes | Classement des ventes | Classement des ventes |
| Année | Album                   | France                | Belgique              | Suisse                |
| ----- | ----------------------- | --------------------- | --------------------- | --------------------- |
| 2000  | Liberta                 | 20                    | —                     | —                     |
| 2002  | Extase                  | 9                     | 20                    | 82                    |
| 2004  | Amor Amor               | 1                     | 9                     | 47                    |
| 2006  | C'est si bon            | 15                    | 27                    | 85                    |
| 2009  | Glamour à Mort          | 54                    | 90                    | —                     |
| 2011  | Diva Latina             | 36                    | 49                    | —                     |
| 2013  | Arielle Dombasle by Era | 18                    | —                     | —                     |
| 2015  | French Kiss             | 60                    | —                     | —                     |
| 2016  | La Rivière Atlantique   | —                     | —                     | —                     |
| 2020  | Empire                  | —                     | —                     | —                     |
| 2024  | Iconics                 | —                     | —                     | —                     |

## Livre audio
- Alice au pays des merveilles, éditions des femmes, coll. « Bibliothèque des voix », 1990[2].
- Les Malheurs de Sophie, Une histoire d'enfant, 2009.

## Singles
- 1982 : Je n'sais pas avec qui
- 1985 : Cantate 78
- 1986 : Je te salue mari
- 1988 : Nada más
- 1990 : Amour symphonique
- 2000 : Liberta
- 2000 : Odysseus
- 2007 : Où tu veux
- 2009 : Extraterrestre
- 2009 : Women just a woman
- 2010 : Hasta siempre
- 2011 : Porque te vas
- 2011 : Mambo 5
- 2013 : Ave Maria
- 2015 : My Love for Evermore
- 2015 : Chick Habit
- 2015 : Westbound Train
- 2015 : Johnny Are You Gay ?
- 2016 : I'm not Here Anymore
- 2016 : Carthagena
- 2016 : Point Blank
- 2020 : Le Chant des Sirènes (We Bleed for the Ocean)
- 2020 : Just Come Back Alive
- 2020 : Le Grand Hôtel
- 2020 : Humble Guy
- 2022 : Fever
- 2022 : Barbiconic
- 2024 : Boys in the Backroom
- 2024 : Diamonds are Forever
- 2024 : Olympics
- 2024 : Jingle Bells

## DVD
- 2005 : En concert à l'Olympia
- 2008 : Au Crazy Horse

## Autres
- 2003 : Mon manège à moi, Alexandrie Alexandra, Nous, titres collectifs, album La Foire aux Enfoirés
- 2005 : Aïe, pourquoi on s'aime avec Roberto Alagna, album Roberto Alagna chante Luis Mariano (version française)
- 2009 : Dolores, Molecule featuring Arielle Dombasle, album Climax
- 2009 : Contact, Alberkam featuring Arielle Dombasle, album Contact
- 2009 : J'suis snob (version femme), album À Boris Vian : On n'est pas là pour se faire engueuler !
- 2010 : Aïe, pourquoi on s'aime, album Hommage à Luis Mariano : C'est magnifique !
- 2010 : Le Prince des cygnes, album Le Vilain petit canard d'Anna Karina
- 2011 : Des ricochets, divers artistes, album Collectif Paris Africa pour l'Unicef
- 2014 : I Will Survive, album Chanter pour celles
- 2014 : Des gammes et des arpèges, album We Love Disney 2
- 2015 : Je suis une artiste, album Martin & les fées
- 2017 : Perche te ne vai, Karl Zéro featuring Arielle Dombasle, album Songs for Moonlight Swim and Otros Tipos de Ocupaciones
- 2019 : Wannabe, avec Mareva Galanter et Inna Modja, album de reprises Back dans les Bacs
- 2022 :  i love u, nelick featuring Arielle Dombasle, album Vanille Fraise
- 2022 :  Il était une pieuvre, Poupie, Philippe Katerine et Arielle Dombasle, album Enfant Roi